# Toray Pan Pacific Open 2005
Il Toray Pan Pacific Open 2005 è stato un torneo di tennis giocato sul cemento indoor.
È stata la 30ª edizione del Toray Pan Pacific Open, che fa parte della categoria Tier I nell'ambito del WTA Tour 2005.
Si è giocato al Tokyo Metropolitan Gymnasium di Tokyo, in Giappone, dal 28 gennaio al 6 febbraio 2005.

## Campionesse

### Singolare
Marija Šarapova ha battuto in finale  Lindsay Davenport con il punteggio di 6–1, 3–6, 7–6.

### Doppio
Janette Husárová /  Ielene Likhovtseva  hanno battuto in finale  Lindsay Davenport /  Corina Morariu con il punteggio di 6–4, 6–3.